# Agata Sycylijska
Agata Sycylijska, św. Agata, Agata z Katanii (cs. мученица Агафия; ur. 235, zm. 5 lutego 251) – dziewica i męczennica chrześcijańska, święta Kościoła katolickiego i prawosławnego.

## Żywot

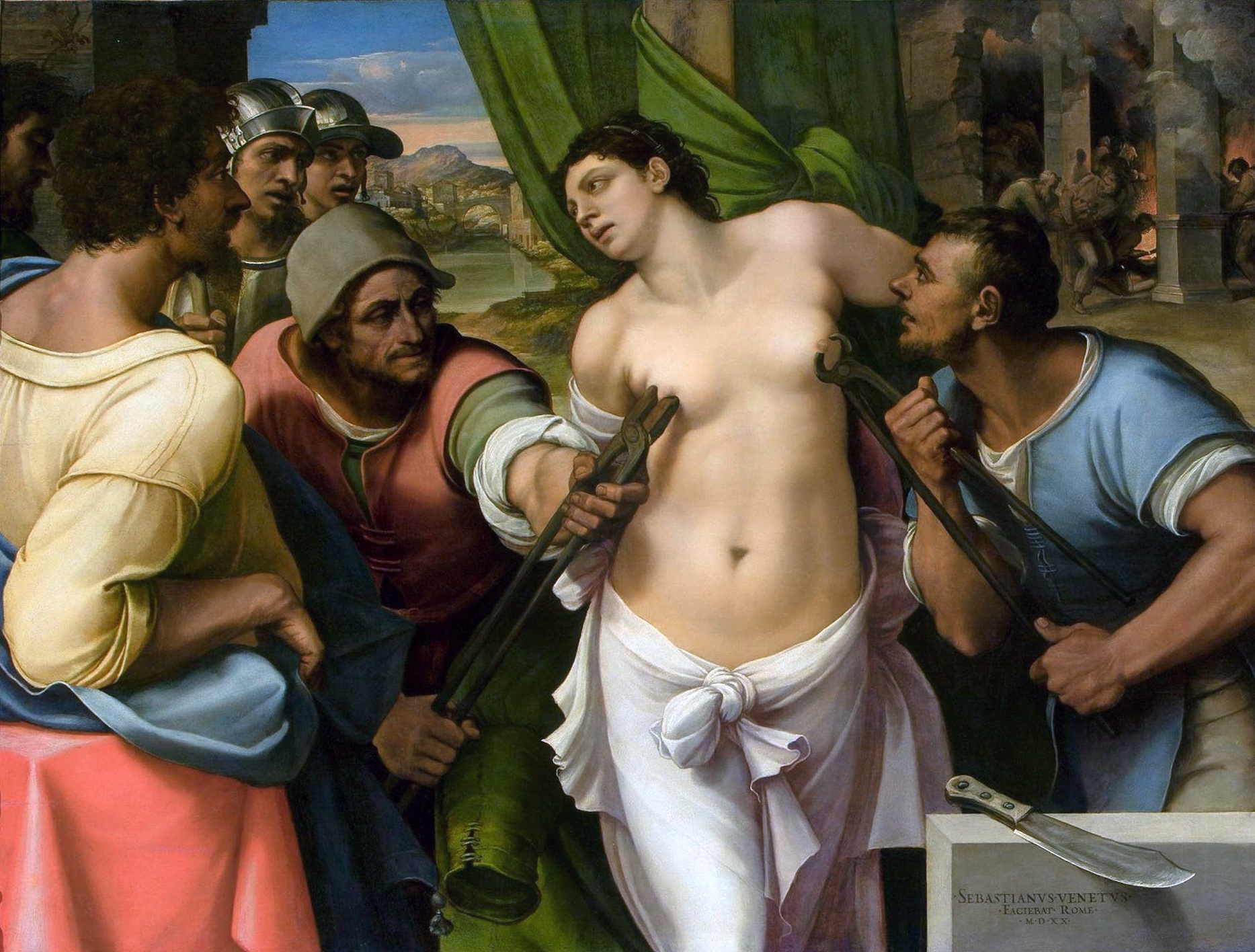
Męczeństwo św. Agaty, mal. Sebastiano del Piombo (1520).

Zgodnie z opisem męczeństwa powstałym prawdopodobnie w VI wieku, tzw. Passio Sanctae Agathae, Agata pochodziła ze znamienitego sycylijskiego rodu. Urodziła się w 235 roku w Katanii. Po przyjęciu wiary chrześcijańskiej postanowiła żyć w dziewictwie. Gdy odrzuciła rękę prefekta Katanii Kwincjana, oddano ją do domu rozpusty. Mimo to zachowała dziewictwo i nie wyparła się Chrystusa.
Kiedy cesarz Decjusz rozpoczął prześladowania chrześcijan, Kwincjan jako jedną z pierwszych postawił przed sądem Agatę. Skazano ją na tortury, podczas których odcięto jej piersi. Z nastaniem niespodziewanego trzęsienia ziemi namiestnik nakazał zaprzestania tortur, dostrzegając w tym karę Bożą. Ostatecznie Agata poniosła śmierć rzucona na rozżarzone węgle. Według innych opracowań namiestnik przerażony trzęsieniem ziemi, które nastąpiło, gdy Agatę rzucono na rozżarzone węgle i skorupy, uciekł i utopił się w rzece, natomiast męczenniczka zmarła w więzieniu 5 lutego 251 roku. Jej ciało zostało pogrzebane przez chrześcijan poza miastem.

## Kult świętej
W rok po jej śmierci nastąpił wielki wybuch Etny. Lawa nie zalała miasta gdyż została zatrzymana tuż przed nim przy pomocy całunu z grobu Świętej, którym przykryto płynącą lawę. To cudowne ocalenie przypisywano wstawiennictwu Agaty. Z prośbą o uratowanie domów i dobytku gromadzili się u grobu męczenniczki również poganie.
Już w V wieku święta Agata była wymieniana w kanonie mszalnym.
Dzień obchodów
Wspomnienie liturgiczne Agaty męczennicy w Kościele katolickim obchodzone jest 5 lutego natomiast Kościół prawosławny wspomina ją 5/18 lutego, tj. 18 lutego według kalendarza gregoriańskiego. W tym dniu błogosławi się chleb, sól, wodę, które mają zapobiegać pożarom, szczególnie od pioruna.
Jej znajdujące się w Katanii relikwie umieszczono w relikwiarzu, który w każdą rocznicę jej śmierci obwożony jest po mieście w uroczystej procesji.
Jej wizerunek znajduje się na Orderze Świętej Agaty, a dzień 5 lutego jest świętem państwowym w San Marino.
Patronat

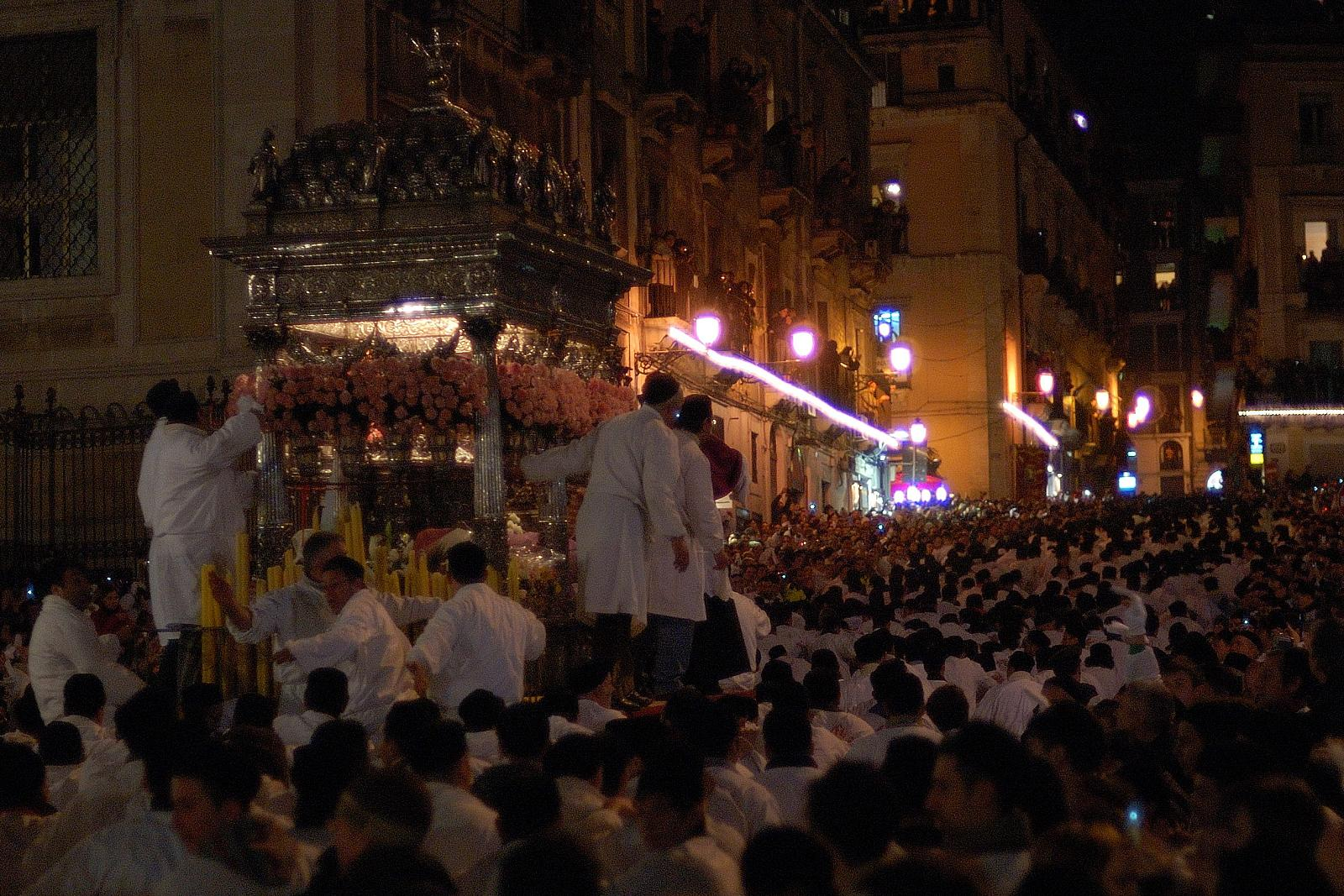
Tradycyjny festiwal w Santa Agata odbywający się w Katanii na Sycylii w pierwszych pięciu dniach lutego.

Jest świętą, do której chrześcijanie zwracają się przy zagrożeniach związanych z ogniem i pożarami; ma również chronić Sycylię przed wybuchami Etny.
Patronuje przede wszystkim zawodom związanym z ogniem: kominiarzom, ludwisarzom, odlewnikom, a także z powodu męczeńskiej śmierci – pielęgniarkom. Jest również orędowniczką w chorobach piersi.
Ikonografia
W ikonografii chrześcijańskiej św. Agata przedstawiana jest w długiej sukni. Jej atrybuty to chleb, dom w płomieniach, kleszcze, korona wieniec męczeństwa, kość słoniowa symbol czystości, niewinności i siły moralnej, a także krzyż, nożyczki, nóż, palma męczeństwa, obcięte piersi w misie jako symbol tortur i jej męczeństwa, św. Piotr i dziecko niosące światło, którzy według legendy ukazali się jej w celi, płonąca świeca i pochodnia symbole Chrystusa, skorupy, rozżarzone węgle, wybuchająca Etna.
Sanktuaria
W Rzymie ku czci św. Agaty papież Symmachus (zm. 514) wystawił okazałą bazylikę, w 593 kolejną świątynię poświęcił jej Grzegorz I, a Grzegorz II (zm. 731) wystawił ku jej czci trzeci rzymski kościół przy bazylice św. Chryzogona na Zatybrzu.